# Wilhelm Deichgräber
Wilhelm Deichgräber (født 5. april 1906 i Sebbelev på Als, død 7. juli 1974) var en dansk gårdejer og medlem af det tyske mindretals ledelse.

## Baggrund
Født og opvokset i et tysksindet hjem i Sebbelev på Als i Nordslesvig. Efter endt skolegang i 1920 var Deichgräber beskæftiget i faderens bedrift og blev landbrugsuddannet på Fyn. I 1930 blev han selv gårdejer i Sjellerup på Als.

## Perioden op til og under2. Verdenskrig
Deichgräber indledte som 19-årig sin løbebane som politisk aktivist og agitator. Fra Cornelis Petersen Bevægelsen og Lei Bevægelsen over Randers Bevægelsen og LS (Landbrugernes Sammenslutning), hvor han i 1932 blev formand for Sønderborg Amt samt medlem af hovedbestyrelsen, endte han hos Frits Clausens danske nazister, hvilket var højst usædvanligt for en tysksindet nordslesviger. I 1934 stillede Deichgräber da også sine talegaver til rådighed for NSAN (National-Sozialistische Arbeitsgemeinschaft Nordschleswig) og fra 1935 for Jens Møllers NSDAP-N (Nationalsozialistische Deutsche Arbeiterpartei-Nordschleswig), som samlede de forskellige nazistiske grupperinger indenfor det tyske mindretal i Nordslesvig. Fra 1935-1936 var han leder af partiets Sønderborg Kreds, og som kredsleder var Deichgräber selvskrevet medlem af partiledelsen Det lille politiske Råd. I kraft heraf, men især pga. hans veludviklede agitatoriske talent, kom Deichgräber til at spille en hovedrolle ved hvervningen af unge hjemmetyskere til tysk fronttjeneste lige fra 1939. Således talte han under den store hvervekampagne i februar-marts 1942 ved ikke færre end 18 hvervemøder i Nordslesvig, og efterfølgende var han personlig til stede ved en række SS-sessioner i Sønderborg Amt. Så travl en agitator var han, at den stedfortrædende kredsleder, Roth, stort set påtog sig det partiorganisatoriske. Derfor fik Deichgräber ikke noget personligt at gøre med kredsens indberetninger til partiets Organisationsamt af tyskfjendtlige handlinger og ytringer fra danske medborgere.
Allerede i 1939 stillede Deichgräber sig til rådighed for den tyske krigsindsats. I 1941 underskrev han en hverveblanket, men Jens Møller modsatte sig hans indkaldelse. Først i marts 1942 bøjede Møller sig, og i maj 1942 afrejste Deichgräber til tjeneste i SS-Division Totenkopf. I 1943 kom han til østfronten, hvor han blev forfremmet til Rottenführer, for i begyndelsen af 1944 at blive sendt på underofficersskole i Tyskland. Herefter gjorde han tjeneste i SS´s propagandatjeneste.
I efteråret 1944 kaldte Jens Møller ham hjem, og efter aftale med SS-Hauptamt blev han overflyttet til tjeneste i SS-Ersatzkommando Dänemark. I denne egenskab foretog han nov.-december 1944 en foredrags- og hverveturné på tyske flyvepladser i Jylland, hvor et større antal mindretalsmedlemmer var ansat. I januar 1945 rejste han på junkerskole i Tyskland, men efter kort tid blev skolen indsat på vestfronten.

## Domfældelse og efterkrigstid
I begyndelsen af maj 1945 flygtede Deichgräber nordpå og blev i juli taget til fange af briterne, som i januar 1946 afgav ham til dansk politi.
Deichgräber blev i efteråret 1948 ved Byretten i Aabenraa idømt 6 års fængsel, men benådet året efter. Under sit ophold i Fårhuslejren holdt Deichgräber utallige foredrag for sine medindsatte. Foredragsvirksomheden, især om hjemstavnen og på alsisk dialekt, fortsatte Deichgräber til sin død, ligesom han var en populær rejsefører.